# توماس إل. هايز
توماس إل. هايز (بالإنجليزية: Thomas L. Hayes) هو محامي وقاضي وسياسي أمريكي، ولد في 30 مايو 1926 في فير هيفن في الولايات المتحدة، وتوفي في 6 مايو 1987 في بوسطن في الولايات المتحدة. حزبياً، نشط في الحزب الجمهوري. وقد انتخب عضو مجلس نواب فيرمونت.